# Tadzjiekse Burgeroorlog
De Tadzjiekse Burgeroorlog duurde van 1992 tot 1997. In mei 1992 kwamen regionale groepen uit de regio's Garm en Gorno-Badachsjan in opstand tegen de centrale regering van president Rahmon Nabijev. Het aantal doden werd geschat op dertig- tot zestigduizend doden.

## Achtergrond
In september 1991 werd Tadzjikistan onafhankelijk. Kadreddin Aslonov was de eerste president, maar werd al heel snel opgevolgd door de communist Rahmon Nabijev. De regering kon vooral rekenen op steun vanuit de regio's Choedzjand en Kölob. Tijdens de Sovjet-periode werd de regionale regering ook al gedomineerd door mensen uit deze regio. Tevens was Rusland een belangrijke bondgenoot. Tadzjikistan is voor Rusland van strategisch belang omdat het functioneert als bufferzone tegen landen als China, Pakistan en Afghanistan.
Niet iedereen was blij met de nieuwe regering. In de lente van 1992 gingen oppositieleden de straat op om te demonstreren tegen de uitkomst van de presidentsverkiezingen. De oppositie omvatte een breed politiek spectrum, van islamisten tot liberaal-democraten. De eerste gevechten braken uit in mei 1992. President Nabijev zorgde er, samen met Safarali Kenjayev, de laatste voorzitter van het parlement van de Tadzjiekse Socialistische Sovjetrepubliek voor dat verschillende pro-regeringsmilities goed bewapend werden. De oppositie wende zich tot Afghaanse opstandelingen voor hulp.

## Gevechten
Na verschillende botsingen werd er een nieuwe regering gevormd, waarin leden van de oppositie werden opgenomen. Toch was dat niet genoeg, want president Nabijev werd op 7 september 1992 gevangen genomen en met een pistool op het hoofd gedwongen tot aftreden. Hij werd opgevolgd door Akbarsho Iskandrov, die aantrad als interim-president. In november 1992 koos het parlement Nabijevs partijgenoot Emomalii Rachmon als president. Dat maakte geen einde aan de onrust.
Het geweld bereikte een hoogtepunt in de periode 1992-93. De Tadzjiekse milities konden rekenen op steun van Rusland en Oezbekistan. Vooral de Islamitische Wederopstandingspartij van Tadzjikistan, en verschillende etnische groepen uit Gorno-Badachsjan, kregen het zwaar te verduren. Prominente partij- en stamleden werden uitgeschakeld en dorpen platgebrand. Een voorbeeld daarvan is de geestelijk leider van Tadzjikistan Fatkhulla Sjaripov die in januari 1996 samen met verschillende familieleden in zijn huis werd vermoord. Tienduizenden mensen werden gedood of sloegen op de vlucht naar Afghanistan. De meeste doden vielen in Qoerghonteppa, de machtsbasis van de Wederopstandingspartij. Naast gevechten tussen de oppositie en regering bevochten ook de verschillende regio's en clans elkaar.
In Afghanistan reorganiseerde de oppositie zich met steun van Jamiat-i-Islami die onder leiding stond van Achmed Sjah Massoud. Later in de oorlog verenigde de oppositie zich in de Verenigde Tadzjiekse Oppositie. Een deel van de groep vormde later de Islamitische Beweging van Oezbekistan, die de afzetting van de Oezbeekse president Islam Karimov nastreefde.
Aanvankelijk vonden de meeste gevechten plaats ten zuiden van de hoofdstad Doesjanbe. Zo werden vanuit Afghanistan regelmatig grenswachten, vaak Russen die daar door Moskou waren neergezet, aangevallen. In 1996 had Rusland, na de machtsovername door de Taliban in Afghanistan, de bewaking van de Tadzjieks-Afghaanse grens laten versterken, uit vrees dat de "Afghaanse chaos" zou overslaan. Na 1996 vochten opstandelingen ook tegen Russische troepen in de hoofdstad. Tijdens de gehele oorlog vielen er tussen de dertig- tot zestigduizend doden. Vooral journalisten waren een doelwit. Meer dan een miljoen mensen sloegen op de vlucht. De economische infrastructuur van het land raakte sterk in verval.
Op 26 juni 1997 hadden president Rachmon en oppositieleider Sayid Abdoellah Noeri een ontmoeting in het Kremlin met de Russische president Boris Jeltsin. Er werd afgesproken dat er in de nieuwe regering geen plaats meer zou zijn voor mensen uit de regio Choedzjand. Ook werden er afspraken gemaakt met betrekking tot de vrijlating van gevangen.

## Nasleep
Ook nadat de vrede gesloten was bleef het de eerste periode onrustig met meerdere botsingen tussen regering en oppositie. Hoewel de situatie in de decennia daarna verbeterde bleven de spanningen tussen de regering en de (islamitische) oppositie bestaan. De regering van president Rachmon trok steeds meer macht naar zich toe. In 2015 werd de Wederopstandingspartij verboden.